# Liste des distinctions de George Michael
Ceci est la liste des récompenses et nominations que George Michael a reçues durant sa carrière solo.
George Michael totalise vingt récompenses, dont six Ivor Novello Awards, trois American Music Awards, trois Brit Awards, deux Grammy Awards, un MTV Europe Music Award et un Billboard Music Award. Les clips du chanteur ont été récompensés par quatre MTV Video Music Awards, dont un MTV Video Vanguard Award. Deux d'entre eux, Shoot the Dog et December Song (I Dreamed of Christmas), ont été nommés dans la sélection officielle du Festival international du film d'animation d'Annecy en 2003 et 2011.

## American Music Awards(États-Unis)
| Année | Travail nommé  | Catégorie                             | Résultat   |
| ----- | -------------- | ------------------------------------- | ---------- |
| 1988  | George Michael | Meilleur artiste masculin pop rock    | Nomination |
| 1989  | George Michael | Meilleur artiste masculin pop rock    | Lauréat    |
| 1989  | George Michael | Meilleur artiste masculin soul et R&B | Lauréat    |
| 1989  | Faith          | Meilleur album pop rock               | Nomination |
| 1989  | Faith          | Meilleur album soul et R&B            | Lauréat    |

## Billboard Music Awards(États-Unis)
| Année | Travail nommé | Catégorie                                                | Résultat   |
| ----- | ------------- | -------------------------------------------------------- | ---------- |
| 1989  | Faith         | Meilleur album au classement du Billboard 200            | Lauréat    |
| 2004  | Amazing       | Meilleur single au classement du Hot Dance Singles Sales | Nomination |

## Brit Awards(Royaume-Uni)
| Année | Travail nommé                   | Catégorie                                  | Résultat   |
| ----- | ------------------------------- | ------------------------------------------ | ---------- |
| 1985  | Careless Whisper                | Meilleur single britannique                | Nomination |
| 1988  | Faith                           | Meilleur album britannique                 | Nomination |
| 1988  | George Michael                  | Meilleur artiste solo masculin britannique | Lauréat    |
| 1989  | George Michael                  | Meilleur artiste solo masculin britannique | Nomination |
| 1991  | George Michael                  | Meilleur artiste solo masculin britannique | Nomination |
| 1991  | George Michael                  | Meilleur producteur britannique            | Nomination |
| 1991  | Listen Without Prejudice Vol. 1 | Meilleur album britannique                 | Lauréat    |
| 1991  | Freedom! '90                    | Meilleure vidéo britannique                | Nomination |
| 1992  | George Michael                  | Meilleur artiste solo masculin britannique | Nomination |
| 1993  | George Michael                  | Meilleur artiste solo masculin britannique | Nomination |
| 1997  | George Michael                  | Meilleur artiste solo masculin britannique | Lauréat,   |
| 1997  | Older                           | Meilleur album britannique                 | Nomination |
| 1997  | Fastlove                        | Meilleur single britannique                | Nomination |
| 1997  | Fastlove                        | Meilleure vidéo britannique                | Nomination |
| 1999  | Outside                         | Meilleure vidéo britannique                | Nomination |
| 1999  | Outside                         | Meilleur single britannique                | Nomination |
| 2005  | Amazing                         | Meilleur single britannique                | Nomination |
| 2007  | George Michael                  | Meilleure performance live britannique     | Nomination |

## GLAAD Media Awards(États-Unis)
| Année | Travail nommé | Catégorie                | Résultat   |
| ----- | ------------- | ------------------------ | ---------- |
| 2005  | Patience      | Meilleur artiste musical | Nomination |

## Grammy Awards(États-Unis)
| Année | Travail nommé                                                                                        | Catégorie                                               | Résultat   |
| ----- | --- | ------------------------------------------------------- | ---------- |
| 1987  | I Knew You Were Waiting (For Me) (avec Aretha Franklin)                                              | Meilleure prestation vocale R&B par un duo ou un groupe | Lauréat    |
| 1988  | Faith                                                                                                | Meilleur album de l'année                               | Lauréat    |
| 1988  | Father Figure                                                                                        | Meilleur chanteur pop                                   | Nomination |
| 1991  | Freedom! '90                                                                                         | Meilleur chanteur pop                                   | Nomination |
| 1992  | Don't Let the Sun Go Down on Me (avec Elton John)                                                    | Meilleure prestation vocale pop d'un duo ou groupe      | Nomination |
| 2000  | Songs from the Last Century                                                                          | Meilleur album vocal de pop traditionnelle              | Nomination |
| 2005  | Amazing (Full Intention Club Mix) (produit par Michael Gray et Jon Pearn, chanté par George Michael) | Meilleur remix d'un enregistrement non-classique        | Nomination |
| 2005  | Flawless (Go to the City)                                                                            | Meilleur clip                                           | Nomination |

## Ivor Novello Awards (Royaume-Uni)
| Année | Travail nommé                                    | Catégorie                                | Résultat   |
| ----- | ------------------------------------------------ | ---------------------------------------- | ---------- |
| 1985  | George Michael                                   | Compositeur de l'année                   | Lauréat    |
| 1985  | Careless Whisper (coécrite avec Andrew Ridgeley) | Chanson la plus aboutie                  | Lauréat    |
| 1985  | Careless Whisper (coécrite avec Andrew Ridgeley) | Meilleures musique et paroles de chanson | Nomination |
| 1985  | Wake Me Up Before You Go-Go                      | Chanson internationale de l'année        | Nomination |
| 1987  | The Edge of Heaven                               | Chanson internationale de l'année        | Nomination |
| 1989  | Faith                                            | Chanson internationale de l'année        | Lauréat    |
| 1989  | Father Figure                                    | Meilleure chanson contemporaine          | Nomination |
| 1989  | George Michael                                   | Compositeur de l'année                   | Lauréat,   |
| 1997  | George Michael                                   | Compositeur de l'année                   | Lauréat    |
| 1997  | Fastlove                                         | Chanson la plus aboutie                  | Lauréat    |
| 2005  | Amazing                                          | Chanson la plus aboutie                  | Nomination |

## Juno Awards (Canada)
| Année | Travail nommé  | Catégorie                         | Résultat   |
| ----- | -------------- | --------------------------------- | ---------- |
| 1989  | George Michael | Artiste international de l'année  | Nomination |
| 1989  | Faith          | Album international de l'année    | Nomination |
| 1989  | Faith          | Chanson internationale de l'année | Nomination |

## Festival international du film d'animation d'Annecy (France)
| Année | Travail nommé                          | Catégorie                                 | Résultat   |
| ----- | -------------------------------------- | ----------------------------------------- | ---------- |
| 2003  | Shoot the Dog                          | Meilleur vidéoclip (sélection officielle) | Nomination |
| 2011  | December Song (I Dreamed of Christmas) | Meilleur vidéoclip (sélection officielle) | Nomination |

## MTV Europe Music Awards (Europe)
| Année | Travail nommé           | Catégorie                  | Résultat   |
| ----- | ----------------------- | -------------------------- | ---------- |
| 1996  | Fastlove                | MTV Amour                  | Nomination |
| 1996  | George Michael          | Meilleur chanteur masculin | Lauréat    |
| 1997  | George Michael          | Meilleur chanteur masculin | Nomination |
| 1999  | George Michael          | Meilleur chanteur masculin | Nomination |
| 1999  | As (avec Mary J. Blige) | Meilleure chanson          | Nomination |
| 1999  | As (avec Mary J. Blige) | Meilleure vidéo            | Nomination |

## MTV Video Music Awards (États-Unis)
| Année | Travail nommé                     | Catégorie                                             | Résultat   |
| ----- | --------------------------------- | ----------------------------------------------------- | ---------- |
| 1988  | Faith                             | Meilleure direction artistique                        | Nomination |
| 1988  | Father Figure                     | Meilleure réalisation                                 | Lauréat,   |
| 1988  | Father Figure                     | Meilleure photographie                                | Nomination |
| 1989  | George Michael                    | MTV Video Vanguard Award                              | Lauréat    |
| 1991  | Freedom! '90                      | Meilleure réalisation                                 | Nomination |
| 1991  | Freedom! '90                      | Meilleur montage                                      | Nomination |
| 1991  | Freedom! '90                      | Meilleure photographie                                | Nomination |
| 1991  | Freedom! '90                      | Meilleure direction artistique                        | Nomination |
| 1991  | Freedom! '90                      | Meilleure vidéo masculine                             | Nomination |
| 1993  | Killer / Papa Was a Rollin' Stone | Meilleure vidéo masculine                             | Nomination |
| 1993  | Killer / Papa Was a Rollin' Stone | Vidéo la plus révolutionnaire                         | Nomination |
| 1993  | Killer / Papa Was a Rollin' Stone | Choix international des téléspectateurs de MTV Europe | Lauréat    |
| 1996  | Fastlove                          | Choix international des téléspectateurs de MTV Europe | Lauréat    |
| 1996  | Fastlove                          | Meilleure vidéo dance                                 | Nomination |
| 1996  | Fastlove                          | Meilleure chorégraphie                                | Nomination |